# Sony Ericsson K200
El K200 es un teléfono móvil de la empresa Sony Ericsson de gama media.

## Características
Su memoria interna es de 2 MB, viene con una cámara integrada VGA, servicio WAP, reproduce sonidos midi y polifónicos, y otros archivos: JPEG y GIF. Puede enviar mensajes MMS (multimedia) y SMS (texto), además contiene 3 juegos, agenda y despertador. La plantalla es de 65K y con una resolución de 128x128 píxels colores. Puede grabar videos 3GP reproducirlos. Dispone de un puerto infrarrojo. Su peso de es 83 gramos.